# Karși
Karși este un oraș situat în partea de sud-est a Uzbekistanului. Este reședința regiunii Kașkadaria.